# クリーピー (小説)
『クリーピー』は前川裕による日本の小説。第15回日本ミステリー文学大賞新人賞受賞作。
募集は2011年5月10日に締め切られ、応募総数157編の中から本作と川中大樹『サンパギータ』が選出された。最終選考委員は綾辻行人、近藤史恵、今野敏、藤田宜永の4名。
2016年4月12日に続編『クリーピー スクリーチ』が刊行された。

## あらすじ
東洛大学で犯罪心理学を教える大学教授の高倉は、高校の同窓会でおよそ30年ぶりに再会した警視庁捜査一課の警部・野上誠次と改めて会う。彼は最近、殺人事件の時効撤廃によって改めて捜査態勢を見直すことになった8年前の日野市一家三人行方不明事件の専従を命じられ、その事件の生き残りである本多早紀の証言に信憑性があるかどうかを高倉に判断してほしいと依頼してきたのだった。しかし事件のことより、空き地やアパートの存在によって孤立したような区画になっている高倉の生活環境に興味を示し、「こんな環境だと近所の家族が別の人間と入れ替わっていても、誰も気が付かないこともあるんじゃないか」などと言い出す野上に、高倉は真意をはかりかね困惑する。
高倉の隣の家には西野昭雄という中年男性が中学生くらいの娘・澪と住んでいた。しかし高倉の妻・康子は以前から西野が娘を見る目つきがおかしい、最近は夜中に泣き声が聞こえる気もすると気にしていた。向かいの家に住んでいる田中母娘に聞いてみると、西野は10年くらい前から住んでいて、当初は妻もいたし息子もいたはずだというが、今はその2人を見ることも無い。野上の本当の目的は西野を探ることだったのか？そんな高倉の疑問を裏付けるかのように、数日後、高倉の研究室を訪れた警視庁所属の谷本刑事によって、高倉の家を訪問した後に野上が行方不明になっていることを知らされ、その後、田中母娘の家が火事になり、焼け跡から頭を拳銃で撃ち抜かれた田中母娘の遺体と、野上の遺体が発見される。高倉は、田中家が燃え上がる様子を見ていた西野の冷たい表情に「情勢欠如」という言葉を思い浮かべていたが、ある日の夜中、高倉家に「あの人は本当の父親ではない」と訴え逃げ込んできた澪を包丁を持って追いかけてきた西野の様子も明らかに常軌を逸していた。警察を呼ぶが、未成年者略取だと西野が訴えたため、逆に高倉たちが警察に事情を聞かれるはめになってしまう。澪は児童相談所に保護されたが、谷本に連絡したことでなんとか解放された高倉たちが児童相談所で改めて澪に事情を聞こうとした矢先、西野は事務室の女性や所長、康子を刺して無理矢理澪を連れ去ってしまう。そして自宅に戻った高倉を待っていたのは、片脚を切り落とされた女性の遺体だった。遺体は澪の母親・信子のものであると判明し、パソコンには「プレゼント」というタイトルで「これ以上首をつっこむな」という警告メールが送られてきていた。
西野と名乗る男と澪はそのまま行方知れずとなったが、クラシックピアニストで野上の元妻である河合園子から高倉の元に手紙が届く。高倉が訪ねると、園子は野上に腹違いの姉兄がいたこと、そのうちの兄・矢島善雄に悩まされてきたことなどを打ち明け、最後に野上から送られてきたという手紙を託す。手紙には、野上が矢島の借金の保証人にならされたり、矢島が経営していた会社のために警察権限で調べものをさせられていたことなどが打ち明けられていた。この手紙によって西野昭雄＝矢島善雄と断定され全国指名手配扱いとなり、神奈川県の三浦海岸沖で西野澪の兄・西野進が、岐阜県の漬物工場跡地の納屋から本物の西野昭雄の白骨遺体が発見されるが、肝心の矢島はやはり見つからずじまいだった。
そんな中、康子の元に、高倉と担当するゼミの女子学生・影山燐子の2ショット写真が送られてくる。以前2人でエレベーターに乗った時に一緒に乗ってきた怪しげな男…あれがやはり、前から燐子に積極的に近づき、卑猥なメールも送ってきていた同じゼミの大和田で犯人だと思った高倉だったが、本人は否定する。ただし、最近彼の隣の部屋に引っ越してきた増田という男に求められてゼミ生のメールアドレスのリストを見せたというので3人で増田を直撃したところ、なんと増田は探し求めていた矢島であった。しかし矢島はナイフを持ち出し、大和田を刺して逃走する。
10年後。結果的に教え子を巻き込み亡くしてしまった責任を感じた高倉は東洛大学を辞め、福岡県の女子大の文学部特任教授になっていた。ある日手にとったチラシに書かれていた「河合優」という名前が気になってそのピアノリサイタルへ行くと、そこに出演していたのはやはり河合園子の娘であった。しかしその顔に園子の面影を見つけられない高倉は、改めて野上の手紙について谷本に話を聞きに行き、ある可能性に思い当たる。そして河合優に実際に会い、予想通り彼女が澪だと確信した高倉は園子に再び会い、矢島の行方、そして事件の真相を知る。

## 登場人物
高倉（たかくら）
西新宿にある東洛大学文学部教授で専門は犯罪心理学。46歳。テレビに出演することもあるため、世間的にもそこそこ知られた存在。
JR荻窪駅から約15分の距離にある典型的な住宅街に夫婦2人で住んでいる。子供はいない。183cmほどの長身で、高校のクラスの中でも1,2位を争うほどだった。ペーパードライバー。
事件後は家を壊し、土地を売って中野駅近くの3DKマンションに引っ越したが、自身は福岡の女子大の文学部特任教授となったため、平日は福岡市のウィークリーマンションに滞在し、週末に東京に帰るという生活スタイルをとる。
康子（やすこ）
高倉の妻。高倉より6歳年下で、40歳になったばかり。実家は目黒で、千葉県に兄夫婦が住んでいる。ペーパードライバー。
西野 昭雄（にしの あきお）
高倉家の西隣に住んでいるおしゃれな中年男性。綺麗に切りそろえた口髭・細いフレームの金縁眼鏡がトレードマークで、強いバイタリス（70年代に1番流行ったリキッド）の臭いがする。薄いサーモンピンクのトヨタ・プラッツに乗っている。現在は「オリエント協会」理事を名乗っている。
西野 澪（にしの みお）
西野昭雄の娘。髪の短い男の子のような印象。元々は快活で成績が良く、ピアノが大好き。
「あの人、お父さんじゃありません」と言って今の父親が別人であると康子に助けを求める。
影山 燐子（かげやま りんこ）
高倉のゼミの学生。4回生。高倉のゼミの中でもっとも研究熱心で、1か月に2度は卒論指導を申し込んできていた。卒論テーマは『アノミーと犯罪―一〇五号事件の分析―』で、古谷惣吉という連続殺人犯の犯罪を分析する論文を書いている。中堅の食品会社に就職が内定している。
美しく、鼻筋の通ったノーブルな顔立ちで、上背があり、痩せている印象。匂いに敏感。高倉にとって指導後に2人で食事することが密かな愉しみとなっていたが、その写真が康子に送りつけられたことにより、仲を疑われることになる。
事件後数年はPTSDに苦しんだが、卒業後3年で商社員の男と見合い結婚し、駐在員となった夫とともにカリフォルニアに移住し、現地で女児を産んだ。
大和田（おおわだ）
高倉のゼミのゼミ長。4回生。実家は茨城の水戸にある大きな旅館の跡取り息子だが、大学生になってからは神楽坂のマンションで一人暮らしをしている。のんきな性格で、卒論を含めあらゆることに無頓着な印象だが、燐子には頻繁にメールを送って誘いをかける。高倉と同じくらいの長身。
隣の部屋に引っ越してきた増田という男に刺され、亡くなる。
田中（たなか）
高倉の向かいに住んでいる母娘。娘は70歳近い品の良い老婦人で、90歳を超える車いすの母親を介護している。
野上 誠次（のがみ せいじ）
警視庁捜査一課の警部。大学卒業後に一般職で警視庁に入り、麹町署に長く勤めていたが、本庁に異動になり、最初は組織犯罪対策部で暴力団を担当。2年前に捜査一課に移った。高倉とは高校時代（都立高校の中では有数の進学校）の同級生だったが、当時はそれほど親しくなく、グループも違っていた。身長180cm以上で、端正な顔立ち。あまり勉強には熱心ではなかった。
高校時代は矢島（やじま）という姓だったが、大学生の頃に父親が母親と2度目の離婚をし、野上は母親についたため現在の姓になった。同級生の河合園子と結婚したが、女癖が悪く10年程前に離婚し、現在は独身。子供はいない。
河合 園子（かわい そのこ）
日本では5本の指に入るほど有名なクラシックピアニスト。高倉や野上と同級生。幼い頃の小児麻痺が原因で下半身に軽い麻痺が残っており、うまく歩けず「サル」と他の学校の生徒にからかわれていたところを野上に助けられたことがある。
野上と離婚後は鎌倉に住んでいる。胃がんで闘病中。
谷本（たにもと）
警視庁所属の刑事。年齢は30半ばを超えたぐらい。野上の後輩で、捜査班の中では孤立していた野上と唯一親しかった。身長170cm程度、男性的な顔立ちで肩幅のがっちりした男。
広中 凉子（ひろなか りょうこ）
杉並児童相談所の職員。ショートカットで澄んだ目をしている。20代後半くらい。
運転免許を持っていたため、西野が澪を連れ去る際に包丁で脅され、運転手として使われる。
矢島 善雄（やじま よしお）
野上の腹違いの兄（野上の父と先妻との間の子）で、野上より7歳年上。頭は抜群に良かったが、容姿の整った両親にはあまり似ず、どことなく他人に嫌悪感を模様させるような風貌をしている。身長180cm以上。
大学の頃に「犯罪研究会」という倶楽部を立ち上げ、そこで知った論文に“なりすまし殺人”に関する解説を加えていた。実の姉の由岐に女としての愛情を感じ、「いつかものにする」と野上に宣言していた。
矢島 由岐（やじま ゆき）
野上の腹違いの姉（野上の父と先妻との間の子）で、野上より2歳年上。善雄とより、野上との方が仲が良かった。
高校教師と結婚し、娘を産んで暮らしていたが、善雄のことでマスコミの取材攻撃に遭い、夫と娘を残して失踪し、箱根の山中で縊死しているのが発見された。
河合 優（かわい ゆう）
河合園子の娘。国立音楽大学付属高等学校音楽科卒業後、フランスへ飛んでパリ国立音楽院に入学する。在学中の21歳の時にショパンコンクールで4位に入賞し、ピアニストとしての道を歩む。ボーイッシュで目鼻立ちは整っており、涼しげな目元が印象的。

### 日野市一家三人行方不明事件
8年前、日野市本町4丁目ののどかな住宅街で起こった一家3人行方不明事件。多摩川沿いの一番西寄りの角地にあった本多家は、西隣と向かいの家は存在せず、90歳近い老夫婦が住む裏の家と、水田（みずた）という中年夫婦が住む東隣の家に接していた。行方不明になる1か月前から、シロアリ駆除会社の社員を名乗る男が本多家の長男・洋介が1人で留守番していた時に捺印させた契約書を持ってしつこく訪ねてきており、キャンセル料として45万払えと恐喝され、母・京子は実家の母親に「私たちの一生が台無しになるかも」と相談していた。8月初旬、娘の早紀が九十九里浜までバスケットボール部の合宿に言っていた間に夫・洋平と京子、そして息子の洋介が忽然と姿を消す。水田の主人は愛想の良い紳士的な物腰の主人だったが、一家が失踪する当日1時頃、3人がスモークフィルムが貼られた黒い車に乗って出かけていく姿を目撃したと証言した。リビングのソファからは洋平と洋介の血痕が発見されたが、京子のものはなく、シロアリ駆除会社は架空であることが判明。1か月後、近くの都市銀行から、本多洋平と名乗る男が通帳と印鑑で1千万円あった定期預金のうちの300万円を下ろしたと通報があったが、担当した女性行員は、本多洋平の特徴とは全く違う男（身長180cmくらい、50歳を超えている、ひどく痩せていた）だったと証言した。
本多 洋平（ほんだ ようへい）
中堅の証券会社に勤務。45歳。身長170cmほど。大学時代はラグビーをしており、筋肉質でがっちりしていた。夫婦仲は悪くなかったが、かなり短気で妻を怒鳴りつけることもあった。
本多 京子（ほんだ きょうこ）
洋平の妻。39歳。かなりの美貌の持ち主で、OL時代から人気があった。洋平とは同じ証券会社に勤めており、上司と部下の仲だった。
本多 洋介（ほんだ ようすけ）
洋平と京子の長男。当時高校1年生になったばかり。
本多 早紀（ほんだ さき）
洋平と京子の長女。当時中学2年生。バスケットボール部に入っており、事件当時は合宿中だったため、一家の中で唯一難を逃れた。
現在は22歳の都内有名女子大学心理学専攻の大学4回生になっており、吉祥寺で祖母と暮らしている。今になって、「母親は誰かに性的暴行を受けていたかもしれない」という証言を始める。

## 書籍情報
- 単行本：光文社、2012年2月20日発行、ISBN 978-4-334-92808-7
- 文庫本：光文社文庫、2014年3月12日発行、ISBN 978-4-334-76708-2

## 映画
『クリーピー 偽りの隣人』（クリーピー いつわりのりんじん）のタイトルで映画化され、2016年6月18日に公開された。主演は西島秀俊。

### キャスト
- 高倉幸一 - 西島秀俊
- 高倉康子 - 竹内結子
- 本多早紀 - 川口春奈
- 野上刑事 - 東出昌大
- 西野雅之 - 香川照之
- 西野澪 - 藤野涼子
- 大川 - 戸田昌宏
- 松岡 - 馬場徹
- 西野多恵子 - 最所美咲
- 谷本刑事 - 笹野高史
- 本多早紀の祖母 - 池田道枝
- 田中 - 佐藤直子
- 辻本瑞貴
- 松岡に首を切られる女性 - 大谷智子

### スタッフ
- 監督：黒沢清
- 脚本：黒沢清、池田千尋
- 原作：前川裕『クリーピー』（光文社文庫刊）
- エグゼクティブプロデューサー：黒田康太
- プロデューサー：深澤宏、住田節子、赤城聡、石田聡子
- 撮影 - 芦澤明子
- 照明 - 永田英則
- 録音 - 島津未来介
- 音響効果 - 柴崎憲治
- 美術 - 安宅紀史
- 編集 - 高橋幸一
- DIT/VE：鏡原圭吾
- 音楽：羽深由理
- スタントコーディネーター：川澄朋章
- 取材協力：出口保行（東京未来大学こども心理学部）
- ラボ・VFX：IMAGICA
- スタジオ：東宝スタジオ
- 配給：松竹、アスミック・エース
- 制作プロダクション：松竹撮影所
- 製作：「クリーピー」製作委員会（松竹、木下グループ、アスミック・エース、光文社、朝日新聞社、KDDI）

### 評価
『ニューヨーク・タイムス』のマノーラ・ダーギスは香川照之を「第89回アカデミー賞の主演男優賞にノミネートされるべき5人」に選出した。映画は第90回キネマ旬報ベスト・テン（2017年）の日本映画ベスト・テン 第8位に選出された。第71回毎日映画コンクールの男優助演賞、監督賞、撮影賞、美術賞、録音賞にノミネートされている。